# 阿納鎮區 (明尼蘇達州派恩縣)
阿納鎮區（英語：Arna Township）是位於美國明尼蘇達州派恩縣的一個行政鎮區。

## 地方資料
阿納鎮區的面積為97.96平方千米，當中陸地面積為97.39平方千米，而水域面積為0.57平方千米。根據2020年美國人口普查的數據，當地共有人口86人，而人口密度為每平方千米0.88人。